# Akkadiska
Akkadiska (𒀝𒂵𒌈 akkadû) är ett östsemitiskt språk, som var starkt influerat av sumeriskan. Det användes under perioden från omkring 2500 f.Kr. till första århundradet e.Kr. i Mesopotamien och i dagens Syrien. Under de sista århundradena blev det i allt högre grad utträngt av arameiskan och användes slutligen endast som skrift- och lärdomsspråk. Språkets namn är avlett från namnet på staden Akkad. Akkadiskan var folkspråk och ämbetsspråk i Mesopotamien liksom tidvis språket för internationell korrespondens i främre Asien ända till Egypten.
Akkadiska är samlingsbeteckning på tre närbesläktade dialekter: gammalakkadiska, babyloniska och assyriska. Den medelbabyloniska språkformen användes även som ett lingua franca i Främre Orienten och är belagd, ofta i former påverkade av språkliga substrat som exempelvis kanaaneiska, i dokument från andra delar av regionen, exempelvis de så kallade Amarnabreven.
Från och med den medelbabyloniska perioden användes en särskild dialekt, standardbabyloniska, för skrivandet av litterära texter i Babylonien och Assyrien. Denna litteraturdialekt är en syntes av gammal- och medelbabyloniska.

## Klassifikation
Med de övriga semitiska språken tillhör akkadiskan de afroasiatiska språken, en språkfamilj som hör hemma i västra Asien och Nordafrika. Inom de semitiska språken bildar akkadiskan en egen ”östsemitisk” undergrupp. Den skiljer sig från nordväst- och sydsemitiska språk genom ordföljden subjekt-objekt-predikat (SOV), medan de båda andra grenarna oftast använder en predikat-subjekt-objekt- eller subjekt-predikat-objekt-ordföljd. Denna ordföljd går tillbaka på inflytande från sumeriskan, som har SOV-ordföljd.
Dessutom använder akkadiskan som enda semitiska språk prepositionerna ina (lokativ, alltså svenska i, på, vid, med) och ana (dativ-allativ, alltså svenska för, till, åt). Många besläktade nordvästsemitiska språk, som arabiskan och arameiskan, har istället för dessa bi/bə (lokativ) respektive li/lə (dativ). De akkadiska rumsprepositionernas ursprung är oförklarat.[källa behövs]
I motsats till de flesta övriga semitiska språken har akkadiskan endast en frikativa, nämligen ḫ [x]. Akkadiskan har förlorat såväl de glottala som de faryngala frikativorna, som är typiska för de övriga semitiska språken.[källa behövs] Sibilanterna i akkadiskan var åtminstone fram till gammalbabylonisk tid (cirka 1800-talet f.Kr.) uteslutande affrikator.

## Historia och skrift

### Skrift
Huvudartikel kilskrift

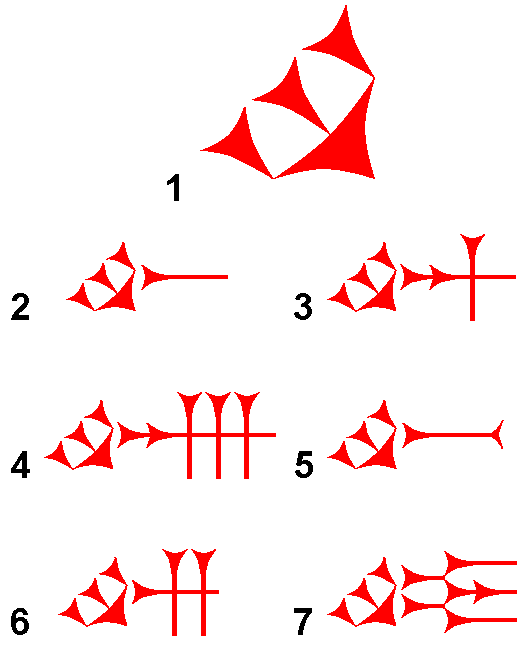
Kilskrift (nyassyrisk teckenform)
Ordtecken (OT), stavelsetecken (ST)
1 = OT "blanda" / ST ḫi,
2 = OT "vattengrav",
3 = ST aʾ,
4 = ST aḫ, eḫ, iḫ, uḫ,
5 = ST kam,
6 = ST im,
7 = ST bir

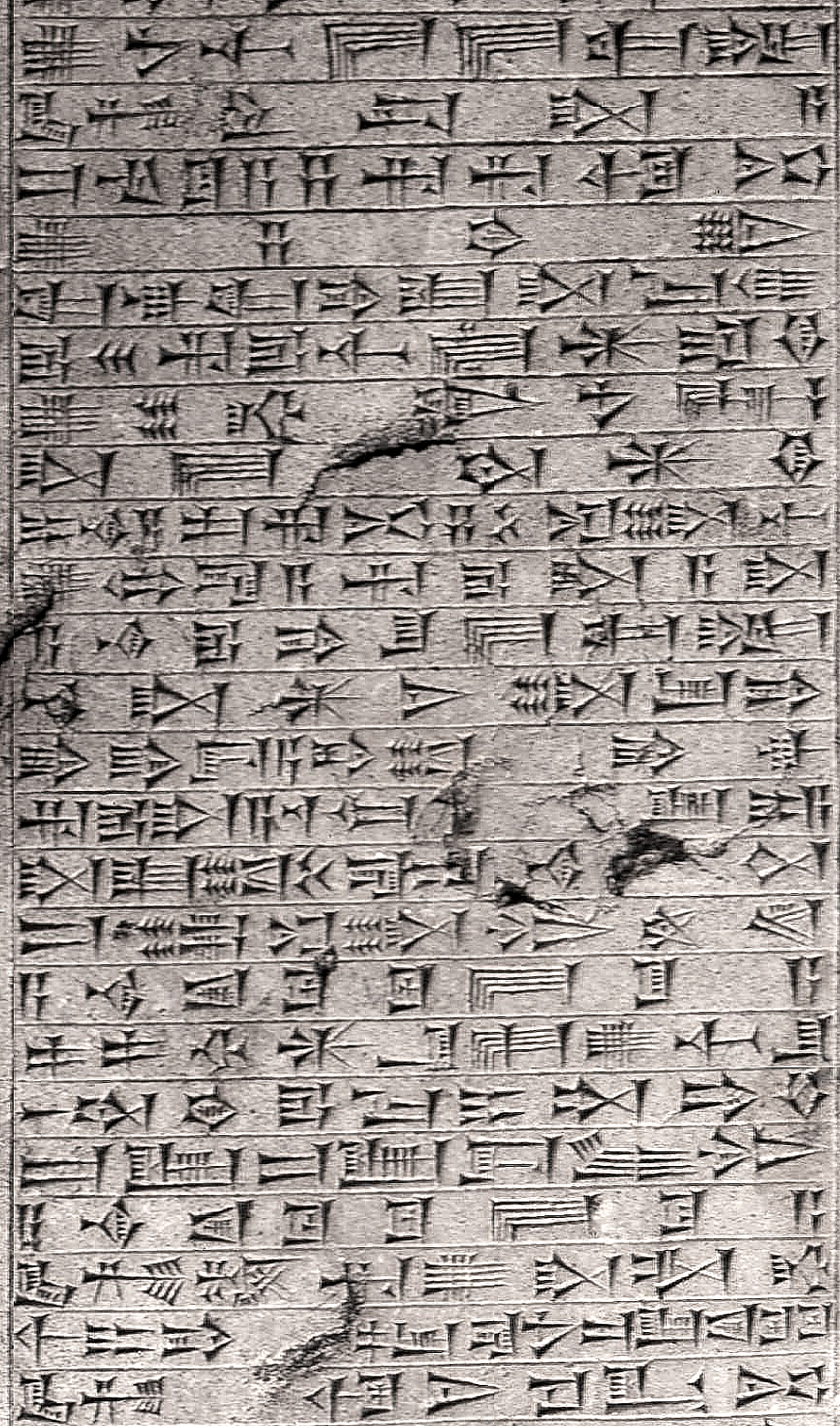
En akkadisk inskrift

Gammalakkadiska finns belagd från 2600 f.Kr. Den skrevs med kilskrift, som tagits över från sumererna. Till skillnad från sumeriskan vidareutvecklades dock denna till en fullt utbildad stavelseskrift, och dess ursprungliga logogramkaraktär trädde i bakgrunden. Framför allt för mycket vanliga ord som "gud" och "tempel" och så vidare användes dock även i fortsättningen de motsvarande logogrammen. Tecknet AN kan till exempel å ena sidan stå som logogram för den generiska beteckningen "gud", å andra sidan beteckna guden An och även användas som stavelsetecken för stavelsen -an-. Dessutom används samma tecken som determinativ för gudanamn.
Exempel 4 på bilden till höger visar en annan egenart hos det akkadiska kilskriftssystemet: många stavelsetecken har inget entydigt ljudvärde. Vissa, som till exempel AḪ, gör ingen skillnad på sin stavelsevokal. Inte heller i andra riktningen finns det någon entydig koordinering.  Stavelsen -ša- återges exempelvis med tecknet ŠA, men även med tecknet NÍĜ, ofta till och med omväxlande inom en text.[källa behövs]

### Språkutveckling
Gammalakkadiskan, som användes till slutet av det tredje årtusendet f.Kr., skiljer sig från såväl babyloniskan som assyriskan och trängdes ut av dessa dialekter. Redan på 2000-talet f.Kr. var dessa båda senare huvuddialekter tydligt urskiljbara. Gammalbabyloniskan är, liksom även den närstående mariotiskan, betydligt mer innovativ än den ganska arkaiska gammalassyriskan och den språkligt och geografiskt mer avlägsna eblaitiskan. Exempelvis finns i gammalbabyloniskan för första gången formen lu-prus (jag kommer att avgöra), istället för äldre la-prus. Å andra sidan har även assyriskan utvecklat vissa nybildningar, som till exempel den "assyriska vokalharmonin", som dock inte är att jämföra med vokalharmonisystemen i turkiskan eller finskan. Eblaitiskan är mycket arkaisk. Den har fortfarande ett produktivt dualis liksom ett relativpronomen som särskiljs efter kasus, numerus och genus. Båda är försvunna redan i gammalakkadiskan.
Gammalbabyloniskan är kung Hammurabis språk, på vilket han skapade det som idag efter honom kallas Hammurabis lagar, en av de äldsta lagtexterna i världen.
Från 1400-talet f.Kr. talar man om "medelbabyloniska". Gränsdragningen bygger på att kassiterna omkring 1550 f.Kr. erövrade Babylon och därefter behärskade detta i över 300 år. De gav upp sitt språk till förmån för akkadiskan, men influerade inte språket i någon större omfattning. Under medelbabyloniskans blomstringstid gällde det i hela den gamla Orientens, inklusive Egyptens, värld som diplomatins skriftspråk. Under denna tid upptogs också talrika lånord från nordvästsemitiska språk och från hurritiskan. Dessa var dock brukliga endast i det akkadiska språkområdets gränsområden.
Även gammalassyriskan vidareutvecklade sig under det andra årtusendet f.Kr. Då det emellertid var ett rent folkspråk – kungar skrev på babyloniska – finns endast få omfångsrika texter från denna tid bevarade. Från omkring 1500 f.Kr. talar man om "medelassyriska". Saknas källa. 
Under det första årtusendet f.Kr. blev akkadiskan mer och mer utträngd som ämbetsspråk. Till en början användes från omkring 1000 f.Kr. akkadiska och arameiska parallellt som ämbetsspråk. Detta blir tydligt på många avbildningar, på vilka en lertavleskrivare skriver akkadiska och en papyrus- och läderskrivare arameiska. Även de samtida texterna visar detta. Från denna tid kallas språken "nyassyriska" respektive "nybabyloniska". Saknas källa. Det förra fick på 700-talet f.Kr. ett stort uppsving genom det assyriska rikets uppstigande till stormakt. 612 f.Kr. blev dock staden Nineve och därmed det assyriska riket förstört. Endast ungefär tio år till förekom enstaka assyriska texter.
Efter de mesopotamiska rikenas slut, som kom genom persernas erövring av området, blev akkadiskan, som numera endast existerade i form av "senbabyloniskan", utträngt som folkspråk, men fortfarande använt som skriftspråk. Även efter grekernas invasion under Alexander den store på 300-talet f.Kr. kunde språket hävda sig som skriftspråk. Mycket tyder dock på att akkadiska som talat språk vid denna tid redan var utdött eller åtminstone användes endast i mycket liten omfattning. De yngsta texterna på akkadiska stammar från mitten av 200-talet e.Kr.

### Dechiffrering
Det akkadiska språket blev först återupptäckt då dansken Carsten Niebuhr 1767 kunde göra omfångsrika avskrifter av kilskriftstexter och presenterade dem i Danmark. Genast inleddes stora ansträngningar att tyda språket. Till särskilt stor hjälp var i det sammanhanget flerspråkiga texter, som bland annat innehöll parallella fornpersiska och akkadiska delar. Eftersom många kunganamn förekom i dessa texter kunde man identifiera åtminstone enstaka kilskriftstecken, som presenterades för allmänheten 1802 av Georg Friedrich Grotefend. Redan då var det möjligt att känna igen att akkadiskan hörde till de semitiska språken. Det slutgiltiga genombrottet i dechiffreringen av skriften och därmed i tillgången till det akkadiska språket gjorde Henry Rawlinson i mitten av 1800-talet.

### Dialekter
Följande tabell visar de dialekter av akkadiska som hittills kunnat identifieras med säkerhet.
| Dialekt     | Region                                       |
| ----------- | -------------------------------------------- |
| Assyriska   | Nordmesopotamien                             |
| Babyloniska | Central- och Sydmesopotamien                 |
| Eblaitiska  | Nordsyrien (i och omkring Ebla)              |
| Mariotiska  | Mellersta Eufrat (i och omkring staden Mari) |
| Tall Baydar | Nordsyrien (i och omkring Tall Baydar)       |

Vissa vetenskapsmän (till exempel B. Sommerfeld 2003) antar också att den ”gammalakkadiska” som används i de äldsta texterna inte var någon föregångare till de senare dialekterna assyriska och babyloniska, utan en egen dialekt, som dock trängdes ut av dessa båda och tidigt dog ut.

## Ljudlära
Då akkadiskan som talat språk är utdött och inga samtida uppteckningar av uttalet gjordes, kan den exakta fonetiken och fonologin inte längre utforskas. Vissa slutsatser kan dock dras genom släktskapet med de övriga semitiska språken och de olika varianterna av skrivningar inom akkadiskan.

### Konsonanter
Den följande tabellen återger de ljud som särskiljs i den akkadiska kilskriftsanvändningen. 
IPA-tecknen representerar det förmodade uttalet efter Streck 2005. I klamrar därunder följer den transkription för detta ljud som anträffas i facklitteraturen, såvida det skiljer sig från det fonetiska tecknet. Denna transkription har föreslagits för alla semitiska språk av Deutsche Morgenländische Gesellschaft (DMG) och betecknas därför DMG-Umschrift.
|                        | bilabial | bilabial | alveolar        | alveolar | palatal | palatal | velar   | velar  | glottal | glottal |
| ---------------------- | -------- | -------- | --------------- | -------- | ------- | ------- | ------- | ------ | ------- | ------- |
| tonlös                 | tonande  | tonlös   | tonande         | tonlös   | tonande | tonlös  | tonande | tonlös | tonande |         |
| Ejektivor              |          |          | t’ (ṭ), ts’ (ṣ) |          |         |         | k’ (q)  |        |         |         |
| Klusiler               | p        | b        | t               | d        |         |         | k       | g      | ʔ (ʾ)   |         |
| Affrikator             |          |          | ts (s), tɬ (š)  | dz (z)   |         |         |         |        |         |         |
| Frikativor             |          |          |                 |          |         |         | x (ḫ)   |        |         |         |
| Nasaler                |          | m        |                 | n        |         |         |         |        |         |         |
| Tremulanter            |          |          |                 | r        |         |         |         |        |         |         |
| laterala approximanter |          |          |                 | l        |         |         |         |        |         |         |
| Centrala approximanter |          | w        |                 |          |         | j       |         |        |         |         |

Vissa vetenskapsmän antar att lateralaffrikatan /š/ hade ett frikativt uttal ([ɬ] eller [ʃ]).

### Vokaler
|         | främre  | främre  | central | central | bakre  | bakre |
| orundad | rundad  | orundad | rundad  | orundad | rundad |       |
| sluten  | i       |         |         |         |        | u     |
| mellan  | e/ɛ (e) |         |         |         |        |       |
| öppen   |         |         | a       |         |        |       |

Förutom ovanstående förmodar de flesta akkadologer att det fanns en bakre mellanvokal (o eller ɔ). Kilskriften ger dock knappast bevis för detta.
Alla konsonanter och vokaler förekommer som korta och långa. Konsonantlängd uttrycks genom dubbelteckning av den ifrågavarande konsonanten, vokallängd genom ett tvärstreck över vokalen (ā, ē, ī, ū). Denna skillnad är fonematisk, det vill säga betydelseskiljande, och utnyttjas även i grammatiken, till exempel iprusu (att han avgjorde) vs. iprusū (de avgör).

### Betoning
Om betoningen i akkadiskan är ingenting känt. Visserligen finns det vissa hållpunkter, som den vokalutplåningsregel som kortfattat beskrivs nedan, liksom vissa skrivningar i kilskriften som kan representera en betoning av bestämda vokaler, men hittills har ändå ingen betoningsregel kunnat bevisas.
Akkadiskan har en regel om att korta (och sannolikt obetonade) vokaler utelämnas. Detta sker inte med vokaler i ords sista stavelse, och endast i öppna stavelser som följer en annan öppen stavelse med kort vokal. Öppna stavelser är i detta sammanhang sådana som slutar på en vokal. Exempelvis låter verbaladjektivet (particip II) av verbet prs (avgöra, avskilja) i sin feminina form paris-t-um (-t anvisar det feminina genuset, -um är nominativ-ändelsen). /i/-et stryks inte, eftersom det befinner sig i en sluten stavelse (/ris/). I dess maskulina form heter det dock pars-um, då i den form som ligger till grund, /pa.ri.sum/, /i/-et står i en öppen stavelse och följer på en kort öppen stavelse (/pa/).

I akkadiskans senare språkstadier märks dessutom en generell utelämning av korta vokaler i slutet av ord.

## Grammatik

### Morfologi
Som alla semitiska språk använder akkadiskan den så kallade rotböjningen. Ett ords "rot", som innehåller dess grundbetydelse, består i regel av tre konsonanter, de så kallade radikalerna. Radikalerna eller rotkonsonanterna återges i transkriptionen ibland med stora bokstäver, till exempel PRS (avgöra, avskilja). Mellan och omkring dessa rotkonsonanter sätts i akkadiskan olika infix, prefix och suffix, som har grammatiska och ordbildande funktioner. Konsonant-vokal-mönstret som blir följden differentierar rotens grundbetydelse. Den mellersta rotkonsonanten (radikalen) kan vara enkel eller dubbel (förlängd). Denna skillnad är också betydelseskiljande. Exempel på detta finns i avsnittet ”verbmorfologi”.
Konsonanterna ʔ, w, j och n betecknas som "svaga radikaler". Rötter som innehåller dessa radikaler bildar oregelbundna stamformer.

#### Kasus, numerus och genus
Akkadiskan har två grammatiska genus, maskulinum och femininum. Feminina substantiv och adjektiv har oftast ett -(a)t i slutet av stammen. Kasussystemet är enkelt. Det innehåller i singular tre kasus (nominativ, genitiv och ackusativ), i plural dock endast två kasus (nominativ och oblik). Adjektiv kongruerar i kasus, numerus och genus med huvudordet och följer i regel detta.
Följande tabell visar gammalbabyloniskans kasussystem med exemplen substantiven šarrum (kung) och šarratum (drottning) och adjektivet dannum (stark):
| Kasus/Numerus      | maskulinum | femininum  |
| ------------------ | ---------- | ---------- |
| Substantiv         |            |            |
| Nominativ singular | šarr-um    | šarr-at-um |
| Genitiv singular   | šarr-im    | šarr-at-im |
| Ackusativ singular | šarr-am    | šarr-at-am |
| Nominativ plural   | šarr-ū     | šarr-ātum  |
| Oblik plural       | šarr-ī     | šarr-ātim  |
| Adjektiv           |            |            |
| Nominativ singular | dann-um    | dann-at-um |
| Genitiv singular   | dann-im    | dann-at-im |
| Ackusativ singular | dann-am    | dann-at-am |
| Nominativ plural   | dann-ūtum  | dann-ātum  |
| Oblik plural       | dann-ūtim  | dann-ātim  |

Som synes skiljer sig ändelserna för substantiv och adjektiv endast åt i maskulinum plural. Vissa substantiv, framför allt geografiska begrepp som "stad", "fält" och så vidare, kan i singular dessutom bilda en lokativ på -um. Denna är dock i början inte produktiv och de resulterande formerna förekommer endast i stelnade adverbiella bestämningar. I nybabylonisk tid blir um-lokativet allt vanligare och ersätter i många former konstruktioner med prepositionen ina.
I senare utvecklingsstadier av akkadiskan bortfaller, förutom i lokativ, framförallt den så kallade mimationen, alltså ändelsen -m som uppträder i de flesta kasusändelserna. Senare sammanfaller nominativ och ackusativ singular av substantiv till -u. I nybabyloniskan skedde en ljudförändring så att korta vokaler i ordutljud försvann. Därmed bortföll åtskillnaden mellan kasus förutom vid maskulina nomen i plural. I många texter skrevs dock fortfarande kasusvokalerna, men inte konsekvent och ofta felaktigt. Då det viktigaste kontaktspråket under denna tid var arameiskan, som också saknade kasusåtskillnad, var denna utveckling kanske inte endast fonologiskt betingad.

#### Status
Det akkadiska substantivet har tre olika status. De uttrycker substantivets syntaktiska förhållande till andra satsdelar. Status rectus (styrd status) är grundformen. Status absolutus (absolut status) används när substantivet i en nominalsats (till exempel A är en B) används som predikativ.
| (1) | Awīl-um                 | šū  | šarrāq.            |
|     | Man - nominativ         | han | tjuv (status abs.) |
|     | ’Denna man är en tjuv.’ |     |                    |

Om ett substantiv följs av ett possessivsuffix eller ett substantiv i genitiv, måste det stå i status constructus, som ofta precis som status absolutus bildas genom avsöndring av kasussuffixet.
| (2) | mār-šu                                                          |
|     | son (st.constr.) - 3.person.singular.maskulin.possessivpronomen |
|     | ‚’hans son’, ’hans sons’                                        |

| (3) | mār              | šarr-im                 |
|     | son (st.constr.) | kung - genitiv.singular |
|     | ’kungens son’    |                         |

En genitivförbindelse kan även åstadkommas med partikeln ša. Substantivet som genitivfrasen står som attribut till står därvid i status rectus. Samma partikel används även till anknytning av relativsatser.
| (4) | mār-um                   | ša       | šarr-im                 |
|     | son - nominativ.singular | attribut | kung - genitiv.singular |
|     | ’kungens son’            |          |                         |

| (5) | awīl-um                      | ša       | māt-am                    | i-kšud-Ø-u                                                     |
|     | man - nominativ.singular     | attribut | land - ackusativ.singular | 3.person - erövra (preteritum) - singular.mask. - subordinativ |
|     | ’mannen som erövrade landet’ |          |                           |                                                                |

#### Verbmorfologi
Hos verben urskiljs fyra stammar. Grundstammen (g-stammen) är den icke avledda formen. Med dubbleringsstammen (d-stammen) bildas applikativ-, kausativ- eller intensivformer. Den får sin beteckning från den dubblering av den mellersta radikalen som är typisk för d-former. Samma dubblering uppträder dock även i presens av de övriga stamformerna. Š-stammen (stambildningselement š-) används för kausativer. I d- och š-stam ändrar konjugationsprefixen sin vokal till /u/. N-stammen uttrycker passivum. Stambildningselementet n- blir då assimilerat till den följande första konsonanten i roten, som därigenom blir förlängd (jämför exempel 9 i följande tabell). I vissa former står det dock inte direkt före konsonanten, varigenom den ursprungliga formen /n/ behålls (jämför exempel 15).
Var och en av de fyra stammarna kan vid sidan av den normala användningen bilda en reflexiv- och en iterativstam. Reflexivstammarna bildas med ett infix -ta-. Därav kallas de också gt-, dt-, št- respektive nt-stam, varvid nt-stammen endast bildas av mycket få verb. För iterativstammarna använder man ett infix -tan-, som dock endast är märkbart i presens. De övriga tidsformerna och avledningarna av de så kallade tan-stammarna gtn, dtn, Štn och ntn är identiska med de motsvarande formerna av reflexivstammarna.
Av många verb låter sig på detta sätt teoretiskt många tusen former bildas. Denna ytterst omfångsrika verbmorfologi är en av de semitiska språkens särskilda kännetecken. Följande tabell visar ett litet utsnitt av formmångfalden av roten PRS (avgöra, avskilja).
| Nr | Form                   | Analys/Stam (G, D, Š, N)                                  | Översättning                 |
| -- | ---------------------- | --------------------------------------------------------- | ---------------------------- |
| 1  | i-PaRRaS-Ø             | 3.person-presens.G-singular.mask.                         | ’han avgör’                  |
| 2  | i-PaRRaS-Ø-u           | 3.person-presens.G-singular.mask.-subordinativ            | ’att han avgör’              |
| 3  | i-PRuS-Ø               | 3.person-preteritum.G-singular.mask.                      | ’han avgjorde’               |
| 4  | i-PtaRaS-Ø             | 3.person-perfekt.G-singular.mask.                         | ’han har avgjort’            |
| 5  | i-PtaRRaS-Ø            | 3.person-reflexiv.G-singular.mask.                        | ’han avgör sig’              |
| 6  | i-PtanaRRaS-Ø          | 3.person-iterativ.G-singular.mask.                        | ’han avgör fortfarande’      |
| 7  | u-PaRRiS-Ø             | 3.person-preteritum.D-singular.mask.                      | ’han avgjorde slutgiltigt’   |
| 8  | u-šaPRiS-Ø             | 3.person-preteritum.Š-singular.mask.                      | ’han lät avgöra’             |
| 9  | i-PPaRiS-Ø             | 3.person-preteritum.N-singular.mask.                      | ’han skulle avgöra’          |
| 10 | PuRuS                  | imperativ.G-2.person.singular.mask.                       | ’avgör!’                     |
| 11 | PāRiS-um               | particip.G-nominativ.singular.mask.                       | ’avgörande’                  |
| 12 | PaRiS-Ø                | Stativ.G-3.person.singular.mask.                          | ’han är avgjord’             |
| 13 | PaRS-um                | Verbaladjektiv.G-nominativ.singular.mask.                 | ’avgjord’                    |
| 14 | PaRāS-um               | Infinitiv.G-nominativ.singular.mask.                      | ’avgöra’                     |
| 15 | naPRuS-um              | Infinitiv.N-nominativ.singular.mask.                      | ’bli avgjord’                |
| 16 | ta-PaRRaS-ī-niš-šunūti | 2.person-presens.G-sg.fem.-ventiv-3.pers.plural.ackusativ | ’du (fem.) avgör dem åt mig’ |

En finit verbform i akkadiskan innehåller obligatoriskt kongruens med satsens subjekt. Detta realiseras alltid genom ett prefix, i några former dessutom genom ett suffix. Som redan nämnts, skiljer sig G- och N-stammarnas prefix från D- und Š-stammarnas genom sin vokal.
I den följande tabellen framställs de enskilda kongruensformerna av verbet PRS (avgöra, avskilja) i preteritum av de fyra stammarna (översättning se tabellen ovan). Som synes åtskiljs de båda grammatiska genusen endast i 2 person singular och 3 person plural.
| Person/Numerus/Genus     | G-stam    | D-stam      | Š-stam      | N-stam      |
| ------------------------ | --------- | ----------- | ----------- | ----------- |
| 1. person singular       | a-prus-Ø  | u-parris-Ø  | u-šapris-Ø  | a-pparis-Ø  |
| 1. person plural         | ni-prus-Ø | nu-parris-Ø | nu-šapris-Ø | ni-pparis-Ø |
| 2. person singular mask. | ta-prus-Ø | tu-parris-Ø | tu-šapris-Ø | ta-pparis-Ø |
| 2. person singular fem.  | ta-prus-ī | tu-parris-ī | tu-šapris-ī | ta-ppars-ī  |
| 2. person plural         | ta-prus-ā | tu-parris-ā | tu-šapris-ā | ta-ppars-ā  |
| 3. person singular       | i-prus-Ø  | u-parris-Ø  | u-šapris-Ø  | i-pparis-Ø  |
| 3. person plural mask.   | i-prus-ū  | u-parris-ū  | u-šapris-ū  | i-ppars-ū   |
| 3. person plural fem.    | i-prus-ā  | u-parris-ā  | u-šapris-ā  | i-ppars-ā   |

Förutom subjektskongruensen kan ett eller två pronominala suffix kopplas till verbet för att markera det direkta respektive indirekta objektet. Dessa pronominalsuffix är lika i alla verbstammar. Till skillnad från vid kongruensmorfemen urskiljs här de båda grammatiska genusen i 2. och 3. person såväl i singular som i plural. Då både direkt och indirekt objekt markeras pronominalt föregår det indirekta objektet (dativ) det direkta (ackusativ).
Suffixen för det indirekta objektet för 1. person singular ("mig", "åt mig") liknar ventiv-suffixen: när subjektskongruensen uppträder utan suffix används -am, efter suffixet -ī används -m och efter suffixen -ā och -ū används -nim. Ventiv-suffixen uppträder ofta tillsammans med andra dativ-suffix eller med suffixen för 1. person singular ackusativ.
Den följande tabellen innehåller objektssuffixens former, som de skulle användas i gammalbabyloniskan:
| Person/Numerus/Genus     | Direkt objekt (Ackusativ) | Indirekt objekt (Dativ) |
| ------------------------ | ------------------------- | ----------------------- |
| 1. person singular       | -ni                       | -am/-m/-nim             |
| 1. person plural         | -niʾāti                   | -niʾāšim                |
| 2. person singular mask. | -ka                       | -kum                    |
| 2. person singular fem.  | -ki                       | -kim                    |
| 2. person plural mask.   | -kunūti                   | -kunūšim                |
| 2. person plural fem.    | -kināti                   | -kināšim                |
| 3. person singular mask. | -šu                       | -šum                    |
| 3. person singular fem.  | -ši                       | -šim                    |
| 3. person plural mask.   | -šunūti                   | -šunūšim                |
| 3. person plural fem.    | -šināti                   | -šināšim                |

Dativsuffixets -m assimileras därvid till följande konsonanter, jämför exempel (7) nedan. De följande exemplen illustrerar användningen av de beskrivna morfemen.
| (6) | i-ṣbat-Ø-kunūti                                                                         |
|     | 3.person - preteritum.gripa - singular.mask. (subjekt) - 2.person.plural.mask.ackusativ |
|     | 'han/hon/den/det grep er'                                                               |

| (7) | i-šruq-ū-nik-kuš-šu                                                                                     |
|     | <*i-šruq-ū-nim-kum-šu                                                                                   |
|     | 3.person - preteritum.stjäla - ventiv - 2.person.singular.mask.dativ - 3.person.singular.mask.ackusativ |
|     | 'de stal det från dig'                                                                                  |

### Stativ
En mycket vanlig form, som kan bildas av såväl substantiv och adjektiv som av verbaladjektiv, är stativ. Tillfogad till predikativt använda substantiv (i status absolutus) motsvarar denna form verbet "vara" i svenskan. Förenat med ett adjektiv eller verbaladjektiv uttrycker den ett tillstånd. En direkt motsvarighet till stativ är egyptiskans pseudoparticip. Den följande tabellen innehåller de enskilda formerna för exemplet substantiv šarrum (kung), adjektivet rapšum (bred) och verbaladjektivet parsum (avgjord).
| Person/Numerus/Genus     | šarrum     | rapšum     | parsum     |
| ------------------------ | ---------- | ---------- | ---------- |
| 1. person singular       | šarr-āku   | rapš-āku   | pars-āku   |
| 1. person plural         | šarr-ānu   | rapš-ānu   | pars-ānu   |
| 2. person singular mask. | šarr-āta   | rapš-āta   | pars-āta   |
| 2. person singular fem.  | šarr-āti   | rapš-āti   | pars-āti   |
| 2. person plural mask.   | šarr-ātunu | rapš-ātunu | pars-ātunu |
| 2. person plural fem.    | šarr-ātina | rapš-ātina | pars-ātina |
| 3. person singular mask. | šar-Ø      | rapaš-Ø    | paris-Ø    |
| 3. person singular fem.  | šarr-at    | rapš-at    | pars-at    |
| 3. person plural mask.   | šarr-ū     | rapš-ū     | pars-ū     |
| 3. person plural fem.    | šarr-ā     | rapš-ā     | pars-ā     |

Därvid kan šarr-āta betyda såväl "du var kung" och "du är kung" som "du kommer att bli kung". Stativ är alltså oavhängig av tidsformer.

### Ordbildning
Jämte den nämnda möjligheten till avledning av olika verbstammar förfogar akkadiskan över talrika nominalbildningar från verbrötterna. En mycket vanligt uppträdande nominalisering är den så kallade ma-PRaS-formen. Den kan uttrycka platsen för en händelse, personen som utför handlingen och många andra betydelser. Om en av rotkonsonanterna (radikalerna) är ett labialt ljud tar prefixet formen na-. Exempel är: maškanum (ställe, plats) av ŠKN (sätta, ställa, lägga), mašraḫum (prakt) av ŠRḪ (vara praktfull), maṣṣarum (väktare) av NṢR (bevaka), napḫarum (summa) av PḪR (sammanfatta).
En mycket likartad bildning är maPRaSt-formen. De substantiv som härstammar från denna nominalbildning är grammatiskt feminina. För bildningen gäller samma regler som för maPRaS-formen, till exempel maškattum (depositum) av ŠKN (sätta, ställa, lägga), narkabtum (vagn) av RKB (rida, åka).
För avledning av abstrakta nomen finns suffixet -ūt. De substantiv som bildas med detta suffix är grammatiskt feminina. Suffixet kan fogas till såväl substantiv och adjektiv som verb, till exempel abūtum (faderskap) av abum (fader), rabûtum (storlek) av rabûm (stor), waṣūtum (iväggående) av WṢJ (gå iväg).
Även avledningarna av verb från substantiv, adjektiv och räkneord är talrika. För det mesta bildas från substantivets eller adjektivets rot en d-stam, som då har betydelsen "bli X" eller "göra något till X", till exempel duššûm (låta spira) från dišu (gräs), šullušum (göra något för tredje gången) från šalāš (tre).

### Prepositioner
Akkadiskan har prepositioner som består av ett enskilt ord, till exempel ina (i, på, ur, genom, under), ana (till, för, mot), adi (tills), aššu (på grund av), eli (på, över), ištu/ultu (från, sedan), mala (enligt), itti (med, hos). Det finns också några prepositioner som är sammansatta med ina och ana, till exempel ina maḫar (framför), ina balu (utan), ana ṣēr (fram till), ana maḫar (framför). Oavsett om de är sammansatta eller inte styr alla prepositioner genitiv.
Exempel: ina bītim (i huset, från huset), ana ... dummuqim (för att göra … god), itti šarrim (hos kungen), ana ṣēr mārīšu (till sin son).

### Räkneord
Eftersom talen i kilskriften mestadels skrivs med taltecken, är uttalet av många räkneord ännu inte klargjort. I kombination med något som räknas står grundtalen i status absolutus. Då andra fall är mycket sällsynta, är formerna av status rectus endast bekanta för isolerade räkneord. Räkneorden 1 och 2 liksom 21-29, 31-39, 41-49 och så vidare kongruerar med det räknade i grammatiskt genus. Räkneorden 3-20, 30, 40 och 50 visar en genuspolaritet, det vill säga före maskulina substantiv står den feminina formen av räkneordet och tvärtom. Denna polaritet är typisk för de semitiska språken och uppträder till exempel även i klassisk arabiska. Räkneorden 60, 100 och 1000 är lika i båda genus. Med räkneorden från två står det räknade i plural. Vid kroppsdelar som förekommer i par kan en dualisform märkas, som dock inte mer kan bildas produktivt, till exempel šepum (fot) blir šepān (två fötter).
Ordningstalen bildas med få undantag genom tillfogande av en kasusändelse till nominalformen PaRuS, där P, R och S ersätts med räkneordets motsvarande konsonant. Särskilt iögonfallande är att ordningstalet och grundtalet sammanfaller i fallet ett. Vid fyra inträder en metates (ljudförbytning). Följande tabell innehåller de maskulina och feminina formerna av status absolutus av några akkadiska grundtal, liksom de motsvarande ordningstalen.
| Tal  | maskulina grundtal | feminina grundtal | Grundtalets kongruensförhållande | maskulina ordningstal | feminina ordningstal |
| ---- | ------------------ | ----------------- | -------------------------------- | --------------------- | -------------------- |
| 1    | ištēn              | išteʾat, ištāt    | kongruens                        | ištēn                 | išteʾat              |
| 2    | šinā               | šittā             | kongruens                        | šanûm                 | šanītum              |
| 3    | šalāš              | šalāšat           | polaritet                        | šalšum                | šaluštum             |
| 4    | erbē               | erbēt             | polaritet                        | rebûm                 | rebūtum              |
| 5    | ḫamiš              | ḫamšat            | polaritet                        | ḫamšum                | ḫamuštum             |
| 6    | šediš              | šiššet            | polaritet                        | šeššum                | šeduštum             |
| 7    | sebē               | šebēt             | polaritet                        | sebûm                 | sebūtum              |
| 8    | samānē             | samānat           | polaritet                        | samnum, samnûm        | samuntum             |
| 9    | tešē               | tišīt             | polaritet                        | tišûm, tešûm          | tišūtum, tešūtum     |
| 10   | ešer               | ešeret            | polaritet                        | ešrum                 | ešurtum              |
| 60   | šūš                | šūš               | ingen genusåtskillnad            | inte belagt           | inte belagt          |
| 100  | meʾat, mât         | meʾat, mât        | ingen genusåtskillnad            | inte belagt           | inte belagt          |
| 1000 | līm                | līm               | ingen genusåtskillnad            | inte belagt           | inte belagt          |

Exempel: erbē aššātum (fyra fruar) (maskulint räkneord!), meʾat ālānū (ett hundra städer).

### Syntax

#### Nominalfras
Förutom räkneorden står alla bestämningar som fogas till ett substantiv efter detta substantiv. Detta gäller såväl adjektiv och relativsatser som även appositioner. Räkneord föregår däremot det räknade. I följande tabell analyseras nominalfrasen erbēt šarrū dannūtum ša ālam īpušū abūja (de fyra starka kungarna, som har byggt staden, mina fäder).
| Ord       | Analys                                             | Del av nominalfrasen          |
| --------- | -------------------------------------------------- | ----------------------------- |
| erbēt     | fyra-femininum (genuspolaritet!)                   | räkneord                      |
| šarr-ū    | kung-nominativ.plural                              | substantiv (frasens huvudord) |
| dann-ūtum | stark-nominativ.plural.maskulinum                  | adjektiv                      |
| ša        | attribut-markör                                    | relativsats                   |
| āl-am     | stad-ackusativ.singular                            | relativsats                   |
| īpuš-ū    | 3.person.bygga-plural.maskulinum                   | relativsats                   |
| ab-ū-ja   | fader-plural.maskulinum-1.person.possessivpronomen | apposition                    |

#### Satssyntax
Akkadiskans vanligaste ordföljd är subjekt-objekt-predikat. Denna för semitiska språk ovanliga slutplacering av verbet är ett vittnesbörd om en sekellång språkkontakt med sumeriskan, som också har denna ordföljd. Framför allt i litterära texter förekommer i akkadiskan dock även andra ordföljder; speciellt kiasmer, det vill säga omvändningar av satsstrukturen, påträffas mycket ofta. Ett exempel från lercylindern från Nabonid (2:20-2:21) tydliggör detta:
| nīq                                                                                     | tašriḫt-i     | ebb-i         | maḫar-šunu     | aqqi-ma         | ušamḫir         | kadrā-ja                    |
| offer (st.constr.)                                                                      | prakt-genitiv | ren-genitiv   | inför dem      | offrade jag och | jag lät ta emot | min hälsningsgåva.ackusativ |
| objekt                                                                                  | objekt        | objekt        | lägesangivelse | verbform        | verbform        | objekt                      |
| första satsen                                                                           | första satsen | första satsen | första satsen  | första satsen   | andra satsen    | andra satsen                |
| ”Ett offer av ren prakt offrade jag inför dem och lät (dem) ta emot min hälsningsgåva.” |               |               |                |                 |                 |                             |

I bisatser som inleds med en konjunktion uppvisar verbet subordinativ-suffixet -u, som dock bortfaller om det åtföljs av ett annat suffix som börjar med en vokal. Den enda konjunktionen som alltid uppträder utan subordinativ i verbformen är šumma (om, ifall). Orsakerna till detta är ännu inte utredda. Några andra konjunktioner är ša (för relativsatser), kī(ma) (att, så att, efter att, eftersom, i den utsträckning, såsom), ūm (under det att, så snart, medan), adi (så länge som, tills), aššum (emedan).
I nominalsatser används i akkadiskan ingen kopula, det vill säga inget verb som det svenska ”vara”. Istället för detta står det predikativt använda substantivet eller adjektivet i stativ, som till exempel i Awīlum šū šarrāq. (’denne man är en tjuv’).

## Ordförråd
På grund av den intensiva språkkontakten med först sumeriskan och senare arameiskan består det akkadiska ordförrådet delvis av lånord från dessa språk. De arameiska lånorden var under de första århundradena av första årtusendet före Kristus huvudsakligen inskränkta till Nord- och Mellanmesopotamien, medan de sumeriska lånorden var utbredda i hela språkområdet. Förutom de nämnda språken lånades vissa substantiv inom områdena ridning och hushållning från hurritiskan och från kassitiskan. Några få lånord härstammar från ugaritiskan.
På grund av att ordstrukturen skilde sig mycket från ickesemitiska språk kunde akkaderna inte överta sumeriska eller hurritiska verb i den semitiska rotflexionen. Av denna anledning blev endast substantiv och enstaka adjektiv inlånade från dessa språk. Då emellertid arameiskan och ugaritiskan också hör till de semitiska språken och därmed har rotflektion, kunde man från dessa språk ta över vissa verb och även många nomen.
Följande tabell innehåller exempel på lånord i akkadiskan.
| Akkadiska  | Översättning                 | Härkomst   | Ord i ursprungsspråket |
| ---------- | ---------------------------- | ---------- | ---------------------- |
| dû         | kulle                        | sumeriska  | du6                    |
| erēqu      | fly                          | arameiska  | rot ʿRQ                |
| gadalû     | klädd i linne                | sumeriska  | gada lá                |
| ḫabad(u)   | en vagndel                   | kassitiska | ḫabad                  |
| isinnu     | fest                         | sumeriska  | ezen                   |
| kasulatḫu  | ett redskap av koppar        | hurritiska | kasulatḫ-              |
| kisallu    | gård                         | sumeriska  | kisal                  |
| laqāḫu     | ta                           | ugaritiska | rot LQH                |
| paraššannu | del av seldonet till en häst | hurritiska | paraššann-             |
| purkullu   | stensnidare                  | sumeriska  | bur-gul                |
| qaṭālu     | döda                         | arameiska  | rot QṬL                |
| uriḫullu   | konventionalstraff           | Hurritiska | uriḫull-               |

Men även akkadiskan var källa till lånord, framför allt till sumeriskan. Några exempel är: sumeriska da-rí (varaktig, från akkadiska dāru), sumeriska ra-gaba (beriden, budbärare, från akkadiska rākibu).

## Exempeltext
Den följande lilla texten är paragraf 7 i Hammurabis lagar, som författades ungefär under 1700-talet f.Kr. Förkortningarna st.cs. och st.abs. står för "status constructus" respektive "status absolutus".
| šumma                         | awīl-um                       | lū                              | kasp-am                         | lū             | ḫurāṣ-am                                | lū                                      | ward-am                                 | lū                                      | amt-am                                  |
| om                            | medborgare-nominativ          | antingen                        | silver-ackusativ                | eller          | guld-ackusativ                          | eller                                   | slav-ackusativ                          | eller                                   | slavinna-ackusativ                      |
|                               |                               |                                 |                                 |                |                                         |                                         |                                         |                                         |                                         |
| lū                            | alp-am                        | lū                              | immer-am                        | lū             | imēr-am                                 | ū lū                                    | mimma šumšu                             | mimma šumšu                             | ina                                     |
| eller                         | nötkreatur-ackusativ          | eller                           | får-ackusativ                   | eller          | åsna-ackusativ                          | eller dock                              | någonting                               | någonting                               | från                                    |
|                               |                               |                                 |                                 |                |                                         |                                         |                                         |                                         |                                         |
| qāt                           | mār                           | awīl-im                         | ū lū                            | warad          | awīl-im                                 | balum                                   | šīb-ī                                   | šīb-ī                                   | u                                       |
| hand (st.cs.)                 | son (st.cs.)                  | medborgare-genitiv              | eller dock                      | slav (st.cs.)  | medborgare-genitiv                      | utan                                    | vittne-plural. oblik                    | vittne-plural. oblik                    | och                                     |
|                               |                               |                                 |                                 |                |                                         |                                         |                                         |                                         |                                         |
| riks-ātim                     | riks-ātim                     | i-štâm-Ø                        | i-štâm-Ø                        | ū lū           | ana                                     | maṣṣārūt-im                             | maṣṣārūt-im                             | i-mḫur-Ø                                | i-mḫur-Ø                                |
| överenskommelse-plural. oblik | överenskommelse-plural. oblik | 3.person-köpa. perfekt-singular | 3.person-köpa. perfekt-singular | eller dock     | till                                    | förvaring-genitiv                       | förvaring-genitiv                       | 3.person-mottaga. preteritum-singular   | 3.person-mottaga. preteritum-singular   |
|                               |                               |                                 |                                 |                |                                         |                                         |                                         |                                         |                                         |
| awīl-um                       | awīl-um                       | šū                              | šarrāq                          | šarrāq         | i-ddâk                                  | i-ddâk                                  | i-ddâk                                  | i-ddâk                                  | i-ddâk                                  |
| medborgare-nominativ          | medborgare-nominativ          | denne                           | tjuv (st.abs.)                  | tjuv (st.abs.) | 3.person-döda. passiv. presens-singular | 3.person-döda. passiv. presens-singular | 3.person-döda. passiv. presens-singular | 3.person-döda. passiv. presens-singular | 3.person-döda. passiv. presens-singular |

Översättning: ’Om en medborgare ur handen på en annan medborgare eller en slav till en medborgare utan vittnen eller överenskommelse köper eller tar i förvaring silver, guld, en slav, en slavinna, ett nötdjur, ett får, en åsna eller något som helst annat, är denna medborgare en tjuv och dödas.’

## Akkadisk litteratur
- Atramhasiseposet (början av andra årtusendet f.Kr.])
- Enuma Elish (ungefär 1700-talet f.Kr.)
- Gilgamesheposet (standardversion ungefär 1200- 1000-talet f.Kr.)